# 井上寛 (昆虫学者)
井上 寛（いのうえ ひろし、1917年 - 2008年6月2日）は、日本の昆虫学者。

## 経歴
東京農業大学を卒業し、1967年から大妻女子大学で教授を務めた。日本の蛾類研究の第一人者であり、世界的にも著名な蛾類学者である。生涯で記載した新種や新亜種などの分類群は1042にのぼり、また、イノウエマダラ Inouela exiguitata やイノウエトガリメイガ Endotricha inouei など、多くの新種の献名の対象となった。中心となって編纂に関わり1982年に出版された『日本産蛾類大図鑑』は、現在でも日本産の蛾類に関する権威ある図鑑のひとつである。標本のコレクションの多くは1992年にロンドン自然史博物館に寄贈されたが、一部は農業環境技術研究所に収蔵されている。

## 著書
- 井上寛『日本産蝶蛾総目録 全6巻』陸水社、1954-1961。

### 共著・編纂
- 江崎悌三; 一色周知; 六浦晃; 井上寛; 緒方正美; 黒子浩『原色日本蛾類図鑑』全2巻、保育社、1957年－1958年
- 朝比奈正二郎; 井上寛; 中根猛彦『原色昆虫大圖鑑』全3巻、北隆館、1959年-1965年
- 井上寛; 杉繁郎; 黒子浩; 森内茂; 川辺湛; 大和田守; 朝比奈正二郎『日本産蛾類大図鑑』全2巻、講談社、1982年